# Bafodé Dansoko
Pour les articles homonymes, voir Dansoko.
Bafodé Dansoko, né le 28 décembre 1995 à Saint-Étienne en France, est un footballeur international guinéen qui joue au poste d'attaquant.
Bafodé Dansoko débute le football à Roubaix puis joue au niveau à l'ES Wasquehal. Il rejoint ensuite le Roubaix Futsal et atteint l'équipe de France de la discipline. Bafodé bénéficie de la politique du FC Nantes de mettre à l'essai des joueurs de salle. Il est le premier à qui le club propose un contrat.
Membre de l'Équipe réserve et centre de formation du FC Nantes, il joue au niveau amateur puis retourne à Wasquehal avant de signer en troisième division belge.

## Biographie

### Formation et début au futsal
Bafodé Dansoko est né le 28 décembre 1995 à Saint-Étienne, de parents guinéens.
Il est membre d'une fratrie de six enfants. Il déménage à Roubaix à quatre ans.
À huit ans, il débute à l'Hommelet CS. Cinq ans plus tard, il part à l'ES Wasquehal et joue au niveau national en catégorie des moins de dix-sept ans.
À l'été 2013, l'entraîneur du Roubaix Futsal convainc Bafodé Dansoko de rejoindre son club. Footballeur sur herbe de formation, le milieu de terrain n'a besoin que de six mois pour intégrer l'équipe de France de futsal.
Fin 2014, il est testé par le Football Club de Nantes et est engagé. Milieu latéral ou attaquant, il intègre le centre de formation sous licence amateur pour six mois. Interdit de recrutement jusqu’en fin de saison 2014-2015 en raison de l’affaire Bangoura, le club nantais lui fait signer un contrat d’un an à compter de juillet 2015. Il arrête la pratique du futsal.

### International de futsal
Fin octobre 2013, Bafodé Dansoko est retenu pour un stage de détection par le sélectionneur Raphaël Reynaud pour intégrer l'équipe de France de futsal U21. Dès le mois suivant, il est sélectionné en sélection U21 pour une double confrontation amicale au Portugal.
En février 2014, il est convoqué en équipe nationale U21 pour deux matches amicaux face à l'Ukraine en Rhône-Alpes. En mars, il est sélectionné en U21 pour une double confrontation amicale en Slovénie. Lors de la première, il donne l'avantage aux Bleuets (1-2) qui s'inclinent (4-3). En octobre 2014, il fait partie de l'équipe de France Futsal U21 qui dispute une double confrontation amicale face à la Croatie.
En novembre 2014, il est sélectionné pour la première fois en équipe de France A pour deux matches amicaux contre la Grèce.
En décembre 2014, il compte neuf sélections en équipe de France de futsal et est sélectionné pour une double confrontation amicale face à la Finlande début janvier 2015. Après deux succès face aux Finlandais (5-2 et 5-4), il est retenu pour le tour préliminaire du Championnat d'Europe 2016 en Moldavie contre Saint-Marin, l'Albanie et le pays hôte.
À la suite de son entrée au Football Club de Nantes, il met fin à sa pratique du futsal et n'est plus appelé en équipe nationale.

### Parcours semi-professionnel
Fin 2014, Bafodé Dansoko intègre l'équipe réserve et centre de formation du FC Nantes sous licence amateur pour six mois et signe un contrat d’un an à compter de juillet 2015.
À l'été 2016, au terme de son contrat nantais, Dansoko retourne à l'ES Wasquehal. Fin janvier 2018, son club est dernier de National 3 et il rejoint le FC Vaulx-en-Velin au même niveau.
En fin de saison 2017-2018, l'attaquant de 22 ans s'engage avec La Louvière-Centre en quatrième division belge. L'équipe remporte son championnat et est promue en D3. À l'issue de la saison 2019-2020, durant laquelle il marque huit buts, Dansoko est décrit comme l'un des meilleurs joueurs du club. Son équipe est repêchée mais il quitte le club.

### Parcours professionnel
En juin 2020, à 24 ans, il rejoint le KMSK Deinze, club montant en deuxième division belge.

### Équipe nationale de Guinée
Le 10 mars 2022, Bafodé Dansoko est convoqué pour la première fois avec l'équipe de Guinée par Kaba Diawara. Il honore sa première sélection le 25 mars 2022 contre l'Afrique du Sud.

## Style de jeu
Fin 2014, après avoir testé Réda Rabeï, le recruteur qui l'engage au FC Nantes dit de lui « Rabeï avait un talent indéniable ; mais les manques qu’avait Reda, étaient les qualités de Dansoko, notamment sur le plan athlétique. C’est le premier joueur issu du futsal que nous enrôlons. La tête, les jambes, le corps : nous avions jugé que c’était le bon compromis. Nous l’avons évalué sur trois points : le footballeur, l’athlète et l’homme ».
Lors de sa signature à La Louvière en 2018, Bafodé Dansoko est décrit comme suit : « Gabarit, puissance, capacité à éliminer son opposant direct. Il va, par son style, sa percussion, faire mal aux adversaires et plaisir aux supporters ».